# Sarah Nordin
Sarah Nordin (30 de julho de 1984 (40 anos)) é uma modelo portuguesa de ascendência indiana. Entre outras fez capa na revista J.
Em junho de 2008, a modelo foi capa da Revista Maxmen.
•	Comercial Vodafone TV – Portugal (2010)
•	Comercial Suzlon – Índia e EUA (2007)
•	Comercial Olá/ Smart – Portugal (2007)
•	Comercial Suzuki Moto – Europa, Índia, Malásia, Vietname e Tailândia (2007)
•	Comercial Minipreço – Portugal (2007)
•	Comercial Nescafé – México (2006)
•	Comercial Tefal – França (2006)
•	Comercial Dan’Up Power Up – Portugal (2004)
•	Comercial Vodafone – Portugal (2004)
•	Comercial Crédito Agrícola – Portugal e Brasil (2004)